# Olympische Jugend-Winterspiele 2020/Teilnehmer (Slowenien)
| Gelbes Symbol für Goldmedaillen mit stilisierten Olympischen Ringen | Graues Symbol für Silbermedaillen mit stilisierten Olympischen Ringen | Braundes Symbol für Bronzemedaillen mit stilisierten Olympischen Ringen |
| ------------------------------------------------------------------- | --------------------------------------------------------------------- | ----------------------------------------------------------------------- |
| —                                                                   | 2                                                                     | —                                                                       |

Slowenien nahm an den Olympischen Jugend-Winterspielen 2020 im Schweizerischen Lausanne mit 39 Athleten (22 Jungen und 17 Mädchen) in 10 Sportarten teil.

## Medaillen

### Medaillenspiegel
| Rang   | Sportart    | Gold | Silber | Bronze | Gesamt |
| ------ | ----------- | ---- | ------ | ------ | ------ |
| 1      | Ski Alpin   | —    | 1      | —      | 1      |
| 1      | Skispringen | —    | 1      | —      | 1      |
| Gesamt | Gesamt      | 0    | 2      | 0      | 2      |

### Medaillengewinner
| Name/n          | Sportart    | Wettkampf          |
| --------------- | ----------- | ------------------ |
| Gold            |             |                    |
| Maks Perčič 1   | Eishockey   | 3×3 Turnier Jungen |
| Silber          |             |                    |
| Rok Ažnoh       | Ski Alpin   | Super-G            |
| Mark Hafnar     | Skispringen | Normalschanze      |
| Tjaš Lesničar 1 | Eishockey   | 3×3 Turnier Jungen |

## Teilnehmer nach Sportarten

### Biathlon
| Athleten                                      | Wettbewerbe          | Zeit        | Fehler       | Rang |
| --------------------------------------------- | -------------------- | ----------- | ------------ | ---- |
| Jungen                                        |                      |             |              |      |
| Drejc Trojer                                  | 7,5 km Sprint        | 22:00,0 min | 4 (2+2)      | 37   |
| Drejc Trojer                                  | 12 km Einzel         | 37:32,3 min | 3 (0+3+0+0)  | 16   |
| Mark Vozelj                                   | 7,5 km Sprint        | 22:20,7 min | 5 (3+2)      | 44   |
| Mark Vozelj                                   | 12 km Einzel         | 38:17,6 min | 6 (1+3+1+1)  | 30   |
| Jaša Zidar                                    | 7,5 km Sprint        | 21:42,1 min | 3 (3+0)      | 31   |
| Jaša Zidar                                    | 12 km Einzel         | 38:06,9 min | 5 (1+1+1+2)  | 25   |
| Mädchen                                       |                      |             |              |      |
| Kaja Marič                                    | 6 km Sprint          | 19:09,0 min | 2 (1+1)      | 5    |
| Kaja Marič                                    | 10 km Einzel         | 41:35,4 min | 13 (3+3+3+4) | 68   |
| Lena Repinc                                   | 6 km Sprint          | 20:07,8 min | 3 (1+2)      | 22   |
| Lena Repinc                                   | 10 km Einzel         | 39:25,7 min | 10 (1+3+3+3) | 52   |
| Kaja Zorč                                     | 6 km Sprint          | 19:22,9 min | 1 (1+0)      | 6    |
| Kaja Zorč                                     | 10 km Einzel         | 38:27,3 min | 8 (1+3+2+2)  | 41   |
| Mixed                                         |                      |             |              |      |
| Lena Repinc Jaša Zidar                        | Single Mixed-Staffel | 47:04,3 min | 4+9 0+7      | 19   |
| Kaja Zorč Kaja Marič Drejc Trojer Mark Vozelj | Mixed-Staffel        | 1:16:36,7 h | 0+6 3+10     | 11   |

### Curling
| Wettbewerb    | Mixed-Team                                                               |
| ------------- | ------------------------------------------------------------------------ |
| Athleten      | Jakob Omerzel Bine Sever Sara Rigler Liza Gregori                        |
| Vorrunde      | Neuseeland 4:8 Norwegen 6:5 Frankreich 8:7 Großbritannien 2:6 Türkei 2:4 |
| Viertelfinale | ausgeschieden                                                            |
| Halbfinale    | ausgeschieden                                                            |
| Finale        | ausgeschieden                                                            |
| Platzierung   | 20                                                                       |

Im Mixed-Doppel, kam der Partner immer aus einem anderen Land, somit spielten nur gemischte Mannschaften in diesem Wettbewerb mit.
| Athleten                       | Wettbewerb   | 1. Runde                       | 1. Runde | 2. Runde                     | 2. Runde      | 3. Runde                    | 3. Runde      | 4. Runde      | 4. Runde      | Halbfinale    | Halbfinale    | Finale/Platz 3 | Finale/Platz 3 | Rang |
| Athleten                       | Wettbewerb   | Gegner                         | Erg      | Gegner                       | Erg           | Gegner                      | Erg           | Gegner        | Erg           | Gegner        | Erg           | Gegner         | Erg            | Rang |
| ------------------------------ | ------------ | ------------------------------ | -------- | ---------------------------- | ------------- | --------------------------- | ------------- | ------------- | ------------- | ------------- | ------------- | -------------- | -------------- | ---- |
| Mixed                          |              |                                |          |                              |               |                             |               |               |               |               |               |                |                |      |
| Sara Rigler Benjamin Kapp      | Mixed Doppel | Robyn Mitchell František Jiral | 5:8      | ausgeschieden                | ausgeschieden | ausgeschieden               | ausgeschieden | ausgeschieden | ausgeschieden | ausgeschieden | ausgeschieden | ausgeschieden  | ausgeschieden  | 25   |
| Lauren Rajala Bine Sever       | Mixed Doppel | Chana Beitone Nikolai Lysakov  | 9:10     | ausgeschieden                | ausgeschieden | ausgeschieden               | ausgeschieden | ausgeschieden | ausgeschieden | ausgeschieden | ausgeschieden | ausgeschieden  | ausgeschieden  | 25   |
| Federica Ghedina Jakob Omerzel | Mixed Doppel | Ērika Bitmete Takumi Maeda     | 6:8      | ausgeschieden                | ausgeschieden | ausgeschieden               | ausgeschieden | ausgeschieden | ausgeschieden | ausgeschieden | ausgeschieden | ausgeschieden  | ausgeschieden  | 25   |
| Liza Gregori Maximilian Winz   | Mixed Doppel | Kim Ji-yoon Jonathan Vilandt   | 7:3      | Kaitlin Murphy Jaedon Neuert | 8:6           | Pei Junhang Vít Chabičovský | 2:8           | ausgeschieden | ausgeschieden | ausgeschieden | ausgeschieden | ausgeschieden  | ausgeschieden  | 7    |

### Eishockey
Im 3×3 Eishockey spielten die Athleten in gemischten Mannschaften.
| Mannschaft   | Athleten | Vorrunde       | Vorrunde  | Halbfinale     | Halbfinale    | Finale/Spiel um Bronze       | Finale/Spiel um Bronze | Rang   |
| Mannschaft   | Athleten | Gegner         | Ergebnis  | Gegner         | Ergebnis      | Gegner                       | Ergebnis               | Rang   |
| ------------ | --- | -------------- | --------- | -------------- | ------------- | ---------------------------- | ---------------------- | ------ |
| Jungen       | |                |           |                |               |                              |                        |        |
| _ Team Gelb  | Tibo Van Reeth Csongor Antal Yassin Soubra Tommaso Madaschi David Guilabert Ryan Kolgen Miha Beričič Andrej Muraschko Oskar Bakkevig Šimon Slavíček Daniel Valencia Loris Uberti Lukas Heuberger               | _ Team Grün    | 5:10      | ausgeschieden  | ausgeschieden | ausgeschieden                | ausgeschieden          | 7      |
| _ Team Gelb  | Tibo Van Reeth Csongor Antal Yassin Soubra Tommaso Madaschi David Guilabert Ryan Kolgen Miha Beričič Andrej Muraschko Oskar Bakkevig Šimon Slavíček Daniel Valencia Loris Uberti Lukas Heuberger               | _ Team Grau    | 8:11      | ausgeschieden  | ausgeschieden | ausgeschieden                | ausgeschieden          | 7      |
| _ Team Gelb  | Tibo Van Reeth Csongor Antal Yassin Soubra Tommaso Madaschi David Guilabert Ryan Kolgen Miha Beričič Andrej Muraschko Oskar Bakkevig Šimon Slavíček Daniel Valencia Loris Uberti Lukas Heuberger               | _ Team Orange  | 9:4       | ausgeschieden  | ausgeschieden | ausgeschieden                | ausgeschieden          | 7      |
| _ Team Gelb  | Tibo Van Reeth Csongor Antal Yassin Soubra Tommaso Madaschi David Guilabert Ryan Kolgen Miha Beričič Andrej Muraschko Oskar Bakkevig Šimon Slavíček Daniel Valencia Loris Uberti Lukas Heuberger               | _ Team Schwarz | 7:19      | ausgeschieden  | ausgeschieden | ausgeschieden                | ausgeschieden          | 7      |
| _ Team Gelb  | Tibo Van Reeth Csongor Antal Yassin Soubra Tommaso Madaschi David Guilabert Ryan Kolgen Miha Beričič Andrej Muraschko Oskar Bakkevig Šimon Slavíček Daniel Valencia Loris Uberti Lukas Heuberger               | _ Team Blau    | 13:8      | ausgeschieden  | ausgeschieden | ausgeschieden                | ausgeschieden          | 7      |
| _ Team Gelb  | Tibo Van Reeth Csongor Antal Yassin Soubra Tommaso Madaschi David Guilabert Ryan Kolgen Miha Beričič Andrej Muraschko Oskar Bakkevig Šimon Slavíček Daniel Valencia Loris Uberti Lukas Heuberger               | _ Team Rot     | 13:15     | ausgeschieden  | ausgeschieden | ausgeschieden                | ausgeschieden          | 7      |
| _ Team Gelb  | Tibo Van Reeth Csongor Antal Yassin Soubra Tommaso Madaschi David Guilabert Ryan Kolgen Miha Beričič Andrej Muraschko Oskar Bakkevig Šimon Slavíček Daniel Valencia Loris Uberti Lukas Heuberger               | _ Team Braun   | 6:8       | ausgeschieden  | ausgeschieden | ausgeschieden                | ausgeschieden          | 7      |
| _ Team Grün  | Nicolas Elgas Artjom Pronitschkin Nathan Nicoud Wolodymyr Troschkin Pablo González Maks Perčič Yam Yau Alessandro Segafredo Illja Korsun Marek Potšinok Patrik Dalen Levente Hegedűs Štěpán Maleček            | _ Team Gelb    | 10:5      | _ Team Schwarz | 7:3           | _ Team Rot                   | 10:4                   | Gold   |
| _ Team Grün  | Nicolas Elgas Artjom Pronitschkin Nathan Nicoud Wolodymyr Troschkin Pablo González Maks Perčič Yam Yau Alessandro Segafredo Illja Korsun Marek Potšinok Patrik Dalen Levente Hegedűs Štěpán Maleček            | _ Team Braun   | 8:6       | _ Team Schwarz | 7:3           | _ Team Rot                   | 10:4                   | Gold   |
| _ Team Grün  | Nicolas Elgas Artjom Pronitschkin Nathan Nicoud Wolodymyr Troschkin Pablo González Maks Perčič Yam Yau Alessandro Segafredo Illja Korsun Marek Potšinok Patrik Dalen Levente Hegedűs Štěpán Maleček            | _ Team Rot     | 9:8 n. V. | _ Team Schwarz | 7:3           | _ Team Rot                   | 10:4                   | Gold   |
| _ Team Grün  | Nicolas Elgas Artjom Pronitschkin Nathan Nicoud Wolodymyr Troschkin Pablo González Maks Perčič Yam Yau Alessandro Segafredo Illja Korsun Marek Potšinok Patrik Dalen Levente Hegedűs Štěpán Maleček            | _ Team Blau    | 11:6      | _ Team Schwarz | 7:3           | _ Team Rot                   | 10:4                   | Gold   |
| _ Team Grün  | Nicolas Elgas Artjom Pronitschkin Nathan Nicoud Wolodymyr Troschkin Pablo González Maks Perčič Yam Yau Alessandro Segafredo Illja Korsun Marek Potšinok Patrik Dalen Levente Hegedűs Štěpán Maleček            | _ Team Grau    | 14:6      | _ Team Schwarz | 7:3           | _ Team Rot                   | 10:4                   | Gold   |
| _ Team Grün  | Nicolas Elgas Artjom Pronitschkin Nathan Nicoud Wolodymyr Troschkin Pablo González Maks Perčič Yam Yau Alessandro Segafredo Illja Korsun Marek Potšinok Patrik Dalen Levente Hegedűs Štěpán Maleček            | _ Team Orange  | 8:6       | _ Team Schwarz | 7:3           | _ Team Rot                   | 10:4                   | Gold   |
| _ Team Grün  | Nicolas Elgas Artjom Pronitschkin Nathan Nicoud Wolodymyr Troschkin Pablo González Maks Perčič Yam Yau Alessandro Segafredo Illja Korsun Marek Potšinok Patrik Dalen Levente Hegedűs Štěpán Maleček            | _ Team Schwarz | 4:6       | _ Team Schwarz | 7:3           | _ Team Rot                   | 10:4                   | Gold   |
| _ Team Rot   | Juho Lukkari Denys Pasko Lin Wei-yu Aleks Menc Matija Dinić Peter Repčík Mackenzie Stewart Dylan Wesseling Tjaš Lesničar Sander Salvær Jan Hornecker Matthias Bittner Maël Halladj                             | _ Team Orange  | 6:8       | _ Team Braun   | 9:7           | _ Team Grün                  | 4:10                   | Silber |
| _ Team Rot   | Juho Lukkari Denys Pasko Lin Wei-yu Aleks Menc Matija Dinić Peter Repčík Mackenzie Stewart Dylan Wesseling Tjaš Lesničar Sander Salvær Jan Hornecker Matthias Bittner Maël Halladj                             | _ Team Schwarz | 12:9      | _ Team Braun   | 9:7           | _ Team Grün                  | 4:10                   | Silber |
| _ Team Rot   | Juho Lukkari Denys Pasko Lin Wei-yu Aleks Menc Matija Dinić Peter Repčík Mackenzie Stewart Dylan Wesseling Tjaš Lesničar Sander Salvær Jan Hornecker Matthias Bittner Maël Halladj                             | _ Team Grün    | 8:9 n. V. | _ Team Braun   | 9:7           | _ Team Grün                  | 4:10                   | Silber |
| _ Team Rot   | Juho Lukkari Denys Pasko Lin Wei-yu Aleks Menc Matija Dinić Peter Repčík Mackenzie Stewart Dylan Wesseling Tjaš Lesničar Sander Salvær Jan Hornecker Matthias Bittner Maël Halladj                             | _ Team Grau    | 9:13      | _ Team Braun   | 9:7           | _ Team Grün                  | 4:10                   | Silber |
| _ Team Rot   | Juho Lukkari Denys Pasko Lin Wei-yu Aleks Menc Matija Dinić Peter Repčík Mackenzie Stewart Dylan Wesseling Tjaš Lesničar Sander Salvær Jan Hornecker Matthias Bittner Maël Halladj                             | _ Team Braun   | 11:5      | _ Team Braun   | 9:7           | _ Team Grün                  | 4:10                   | Silber |
| _ Team Rot   | Juho Lukkari Denys Pasko Lin Wei-yu Aleks Menc Matija Dinić Peter Repčík Mackenzie Stewart Dylan Wesseling Tjaš Lesničar Sander Salvær Jan Hornecker Matthias Bittner Maël Halladj                             | _ Team Gelb    | 15:13     | _ Team Braun   | 9:7           | _ Team Grün                  | 4:10                   | Silber |
| _ Team Rot   | Juho Lukkari Denys Pasko Lin Wei-yu Aleks Menc Matija Dinić Peter Repčík Mackenzie Stewart Dylan Wesseling Tjaš Lesničar Sander Salvær Jan Hornecker Matthias Bittner Maël Halladj                             | _ Team Blau    | 18:11     | _ Team Braun   | 9:7           | _ Team Grün                  | 4:10                   | Silber |
| Mädchen      | |                |           |                |               |                              |                        |        |
| _ Team Braun | Arwen Nylaander Julia Termens Nausikäa Clement Ximena González Riko Matsumoto Roos Karst Celine Mayer Alicja Sowa Barbora Bartáková Marja Linzbichler Tallulah Bryant Ivana Latková Daniella Lauritzen Pizarro | _ Team Schwarz | 13:11     | _ Team Schwarz | 7:11          | Spiel um Bronze: _ Team Blau | 4:6                    | 4      |
| _ Team Braun | Arwen Nylaander Julia Termens Nausikäa Clement Ximena González Riko Matsumoto Roos Karst Celine Mayer Alicja Sowa Barbora Bartáková Marja Linzbichler Tallulah Bryant Ivana Latková Daniella Lauritzen Pizarro | _ Team Grün    | 6:8       | _ Team Schwarz | 7:11          | Spiel um Bronze: _ Team Blau | 4:6                    | 4      |
| _ Team Braun | Arwen Nylaander Julia Termens Nausikäa Clement Ximena González Riko Matsumoto Roos Karst Celine Mayer Alicja Sowa Barbora Bartáková Marja Linzbichler Tallulah Bryant Ivana Latková Daniella Lauritzen Pizarro | _ Team Grau    | 16:6      | _ Team Schwarz | 7:11          | Spiel um Bronze: _ Team Blau | 4:6                    | 4      |
| _ Team Braun | Arwen Nylaander Julia Termens Nausikäa Clement Ximena González Riko Matsumoto Roos Karst Celine Mayer Alicja Sowa Barbora Bartáková Marja Linzbichler Tallulah Bryant Ivana Latková Daniella Lauritzen Pizarro | _ Team Orange  | 14:10     | _ Team Schwarz | 7:11          | Spiel um Bronze: _ Team Blau | 4:6                    | 4      |
| _ Team Braun | Arwen Nylaander Julia Termens Nausikäa Clement Ximena González Riko Matsumoto Roos Karst Celine Mayer Alicja Sowa Barbora Bartáková Marja Linzbichler Tallulah Bryant Ivana Latková Daniella Lauritzen Pizarro | _ Team Rot     | 5:11      | _ Team Schwarz | 7:11          | Spiel um Bronze: _ Team Blau | 4:6                    | 4      |
| _ Team Braun | Arwen Nylaander Julia Termens Nausikäa Clement Ximena González Riko Matsumoto Roos Karst Celine Mayer Alicja Sowa Barbora Bartáková Marja Linzbichler Tallulah Bryant Ivana Latková Daniella Lauritzen Pizarro | _ Team Blau    | 14:2      | _ Team Schwarz | 7:11          | Spiel um Bronze: _ Team Blau | 4:6                    | 4      |
| _ Team Braun | Arwen Nylaander Julia Termens Nausikäa Clement Ximena González Riko Matsumoto Roos Karst Celine Mayer Alicja Sowa Barbora Bartáková Marja Linzbichler Tallulah Bryant Ivana Latková Daniella Lauritzen Pizarro | _ Team Gelb    | 8:6       | _ Team Schwarz | 7:11          | Spiel um Bronze: _ Team Blau | 4:6                    | 4      |

### Freestyle-Skiing
| Athleten      | Wettbewerbe | Qualifikation | Qualifikation | Finale        | Finale        | Rang |
| Athleten      | Wettbewerbe | Punkte        | Rang          | Punkte        | Rang          | Rang |
| ------------- | ----------- | ------------- | ------------- | ------------- | ------------- | ---- |
| Jungen        |             |               |               |               |               |      |
| Jošt Klančar  | Big Air     | 56,00         | 17            | ausgeschieden | ausgeschieden | 17   |
| Jošt Klančar  | Slopestyle  | 48,66         | 18            | ausgeschieden | ausgeschieden | 18   |
| Klemen Vidmar | Big Air     | 55,00         | 18            | ausgeschieden | ausgeschieden | 18   |
| Klemen Vidmar | Slopestyle  | 36,66         | 22            | ausgeschieden | ausgeschieden | 22   |

| Athleten                                                            | Wettbewerbe                        | Vorrunde | Viertelfinale | Halbfinale    | Finale        | Rang |
| Athleten                                                            | Wettbewerbe                        | Rang     | Rang          | Rang          | Rang          | Rang |
| ------------------------------------------------------------------- | ---------------------------------- | -------- | ------------- | ------------- | ------------- | ---- |
| Mädchen                                                             |                                    |          |               |               |               |      |
| Marta Rihtaršič                                                     | Skicross                           | 5        | –             | ausgeschieden | ausgeschieden | 11   |
| Mixed                                                               |                                    |          |               |               |               |      |
| Mixed Team 12 Zsófia Vincze Marta Rihtaršič Silviu Popa Isbat Hoque | Ski-/Snowboardcross Teamwettbewerb | 2        | 4             | ausgeschieden | ausgeschieden | 15   |

### Nordische Kombination
| Athleten                                               | Wettbewerb                          | Skispringen | Skispringen | Skispringen | Langlauf    | Langlauf | Rang |
| Athleten                                               | Wettbewerb                          | Weite       | Punkte      | Rang        | Zeit        | Rang     | Rang |
| ------------------------------------------------------ | ----------------------------------- | ----------- | ----------- | ----------- | ----------- | -------- | ---- |
| Jungen                                                 |                                     |             |             |             |             |          |      |
| Matic Hladnik                                          | Normalschanze / 6 km                | 76,5 m      | 96,9        | 20          | 17:23,6 min | 16       | 19   |
| David Muhič                                            | Normalschanze / 6 km                | 77,5 m      | 89,4        | 24          | 18:00,3 min | 18       | 22   |
| Mädchen                                                |                                     |             |             |             |             |          |      |
| Silva Verbič                                           | Normalschanze / 4 km                | 79,0 m      | 110,1       | 8           | 13:40,2 min | 20       | 12   |
| Ema Volavšek                                           | Normalschanze / 4 km                | 73,0 m      | 93,9        | 13          | 13:38,0 min | 9        | 11   |
| Mixed                                                  |                                     |             |             |             |             |          |      |
| Ema Volavšek Matic Hladnik Lara Logar Jernej Presečnik | Staffel, Normalschanze / 4 × 3,3 km | –           | 426,0       | 5           | 31:57,0 min | 8        | 5    |

### Rennrodeln
| Athlet                                               | Wettbewerb   | Lauf 1   | Lauf 1 | Lauf 2   | Lauf 2 | Gesamt       | Gesamt |
| Athlet                                               | Wettbewerb   | Zeit     | Rang   | Zeit     | Rang   | Zeit         | Rang   |
| ---------------------------------------------------- | ------------ | -------- | ------ | -------- | ------ | ------------ | ------ |
| Jungen                                               |              |          |        |          |        |              |        |
| Tian Badžukov Lovro Kovačič                          | Doppelsitzer | 58,879 s | 9      | 57,561   | 8      | 1:56,440 min | 9      |
| Mädchen                                              |              |          |        |          |        |              |        |
| Ema Kovačič                                          | Einsitzer    | 57,109 s | 22     | 57,139 s | 21     | 1:54,248 min | 21     |
| Mixed                                                |              |          |        |          |        |              |        |
| Ema Kovačič Bao Zhenyu Lovro Kovačič / Tian Badžukov | Teamstaffel  | –        | –      | –        | –      | DNS          | DNS    |

### Ski Alpin
| Athleten       | Wettbewerbe  | 1. Lauf     | 1. Lauf | 2. Lauf     | 2. Lauf | Gesamt      | Gesamt |
| Athleten       | Wettbewerbe  | Zeit        | Rang    | Zeit        | Rang    | Zeit        | Rang   |
| -------------- | ------------ | ----------- | ------- | ----------- | ------- | ----------- | ------ |
| Jungen         |              |             |         |             |         |             |        |
| Rok Ažnoh      | Riesenslalom | DNF         | DNF     | DNF         | DNF     | DNF         | DNF    |
| Rok Ažnoh      | Slalom       | DNF         | DNF     | DNF         | DNF     | DNF         | DNF    |
| Rok Ažnoh      | Super-G      | –           | –       | –           | –       | 54,62 s     | Silber |
| Rok Ažnoh      | Kombination  | 54,62 s     | 2       | DNF         | DNF     | DNF         | DNF    |
| Martin Križaj  | Riesenslalom | 1:04,00 min | 3       | DNF         | DNF     | DNF         | DNF    |
| Martin Križaj  | Slalom       | DNF         | DNF     | DNF         | DNF     | DNF         | DNF    |
| Martin Križaj  | Super-G      | –           | –       | –           | –       | 55,61 s     | 16     |
| Martin Križaj  | Kombination  | 55,61 s     | 16      | DNF         | DNF     | DNF         | DNF    |
| Rok Stojanovič | Riesenslalom | 1:06,70 min | 27      | 1:06,54 min | 22      | 2:13,24 min | 24     |
| Rok Stojanovič | Slalom       | DNF         | DNF     | DNF         | DNF     | DNF         | DNF    |
| Rok Stojanovič | Super-G      | –           | –       | –           | –       | 57,03 s     | 31     |
| Rok Stojanovič | Kombination  | 57,03 s     | 31      | 35,41 s     | 17      | 1:32,44 min | 26     |
| Mädchen        |              |             |         |             |         |             |        |
| Lina Knifič    | Riesenslalom | DNF         | DNF     | DNF         | DNF     | DNF         | DNF    |
| Lina Knifič    | Slalom       | DNF         | DNF     | DNF         | DNF     | DNF         | DNF    |
| Lina Knifič    | Super-G      | –           | –       | –           | –       | 57,85 s     | 19     |
| Lina Knifič    | Kombination  | 57,85 s     | 20      | 40,36 s     | 21      | 1:38,21 min | 18     |
| Nika Murovec   | Riesenslalom | DNF         | DNF     | DNF         | DNF     | DNF         | DNF    |
| Nika Murovec   | Slalom       | 47,28 s     | 17      | 47,56 s     | 20      | 1:34,84 min | 17     |
| Nika Murovec   | Super-G      | –           | –       | –           | –       | 59,12 s     | 29     |
| Nika Murovec   | Kombination  | 59,12 s     | 29      | 40,83 s     | 24      | 1:39,95 min | 22     |
| Anja Oplotnik  | Riesenslalom | DNF         | DNF     | DNF         | DNF     | DNF         | DNF    |
| Anja Oplotnik  | Slalom       | DNF         | DNF     | DNF         | DNF     | DNF         | DNF    |
| Anja Oplotnik  | Super-G      | –           | –       | –           | –       | 1:01,19 min | 37     |
| Anja Oplotnik  | Kombination  | 1:01,19 min | 37      | 39,28 s     | 15      | 1:40,47 min | 24     |

| Athleten                | Wettbewerbe    | Achtelfinale | Achtelfinale | Viertelfinale | Viertelfinale | Halbfinale    | Halbfinale    | Finale/Platz 3 | Finale/Platz 3 | Rang |
| Athleten                | Wettbewerbe    | Gegner       | Ergebnis     | Gegner        | Ergebnis      | Gegner        | Ergebnis      | Gegner         | Ergebnis       | Rang |
| ----------------------- | -------------- | ------------ | ------------ | ------------- | ------------- | ------------- | ------------- | -------------- | -------------- | ---- |
| Mixed                   |                |              |              |               |               |               |               |                |                |      |
| Anja Oplotnik Rok Ažnoh | Teamwettbewerb | Deutschland  | 1:3          | ausgeschieden | ausgeschieden | ausgeschieden | ausgeschieden | ausgeschieden  | ausgeschieden  | 9    |

### Skilanglauf
| Athleten         | Wettbewerbe     | Qualifikation | Qualifikation | Viertelfinale | Viertelfinale | Halbfinale    | Halbfinale    | Finale        | Finale        | Rang |
| Athleten         | Wettbewerbe     | Zeit          | Rang          | Zeit          | Rang          | Zeit          | Rang          | Zeit          | Rang          | Rang |
| ---------------- | --------------- | ------------- | ------------- | ------------- | ------------- | ------------- | ------------- | ------------- | ------------- | ---- |
| Jungen           |                 |               |               |               |               |               |               |               |               |      |
| Anže Gros        | 10 km klassisch | –             | –             | –             | –             | –             | –             | 28:58,1 min   | 27            | 27   |
| Anže Gros        | Sprint Freistil | 3:19,65 min   | 11            | 3:24,72 min   | 2             | 3:14,19 min   | 4             | 3:18,53 min   | 5             | 5    |
| Anže Gros        | Langlauf-Cross  | 4:23,34 min   | 9             | –             | –             | 4:18,31 min   | 3             | 4:26,01 min   | 8             | 8    |
| Jošt Mulej       | 10 km klassisch | –             | –             | –             | –             | –             | –             | 28:53,6 min   | 25            | 25   |
| Jošt Mulej       | Sprint Freistil | 3:17,03 min   | 6             | 4:09,12 min   | 6             | ausgeschieden | ausgeschieden | ausgeschieden | ausgeschieden | 26   |
| Jošt Mulej       | Langlauf-Cross  | 4:27,66 min   | 14            | –             | –             | 4:18,27 min   | 3             | 4:35,14 min   | 9             | 9    |
| Mädchen          |                 |               |               |               |               |               |               |               |               |      |
| Klara Mali       | 5 km klassisch  | –             | –             | –             | –             | –             | –             | DNF           | DNF           | DNF  |
| Klara Mali       | Sprint Freistil | 2:48,40 min   | 6             | 2:55,69 min   | 6             | ausgeschieden | ausgeschieden | ausgeschieden | ausgeschieden | 26   |
| Klara Mali       | Langlauf-Cross  | 5:26,24 min   | 27            | –             | –             | 5:16,28 min   | 7             | ausgeschieden | ausgeschieden | 21   |
| Hana Mazi Jamnik | 5 km klassisch  | –             | –             | –             | –             | –             | –             | 15:52,6 min   | 28            | 28   |
| Hana Mazi Jamnik | Sprint Freistil | DNS           | DNS           | DNS           | DNS           | DNS           | DNS           | DNS           | DNS           | DNS  |
| Hana Mazi Jamnik | Langlauf-Cross  | 5:52,70 min   | 53            | –             | –             | ausgeschieden | ausgeschieden | ausgeschieden | ausgeschieden | 53   |

### Skispringen
| Athleten                                          | Wettbewerb    | 1. Durchgang | 1. Durchgang | 1. Durchgang | 2. Durchgang | 2. Durchgang | 2. Durchgang | Gesamt | Gesamt |
| Athleten                                          | Wettbewerb    | Weite        | Punkte       | Rang         | Weite        | Punkte       | Rang         | Punkte | Rang   |
| ------------------------------------------------- | ------------- | ------------ | ------------ | ------------ | ------------ | ------------ | ------------ | ------ | ------ |
| Jungen                                            |               |              |              |              |              |              |              |        |        |
| Mark Hafnar                                       | Normalschanze | 91,0 m       | 121,9        | 4            | 89,0 m       | 125,2        | 2            | 247,1  | Silber |
| Jernej Presečnik                                  | Normalschanze | 88,0 m       | 118,1        | 6            | 81,5         | 115,7        | 7            | 233,8  | 6      |
| Mädchen                                           |               |              |              |              |              |              |              |        |        |
| Lara Logar                                        | Normalschanze | 80,5 m       | 105,5        | 7            | 74,0 m       | 86,1         | 9            | 191,6  | 7      |
| Pia Mazi                                          | Normalschanze | 74,5 m       | 93,8         | 17           | 74,0 m       | 83,0         | 13           | 176,8  | 16     |
| Mixed                                             |               |              |              |              |              |              |              |        |        |
| Silva Verbič Matic Hladnik Lara Logar Mark Hafnar | Teamspringen  | –            | 444,6        | 4            | –            | 421,4        | 6            | 866,0  | 5      |

### Snowboard
| Athleten   | Wettbewerbe | Qualifikation | Qualifikation | Finale        | Finale        | Rang |
| Athleten   | Wettbewerbe | Punkte        | Rang          | Punkte        | Rang          | Rang |
| ---------- | ----------- | ------------- | ------------- | ------------- | ------------- | ---- |
| Jungen     |             |               |               |               |               |      |
| Ožbe Kuhar | Big Air     | 12,75         | 20            | ausgeschieden | ausgeschieden | 20   |
| Ožbe Kuhar | Slopestyle  | 13,33         | 19            | ausgeschieden | ausgeschieden | 19   |